# Albert Okwuegbunam
Albert Chukwuemeka Okwuegbunam (Springfield, 25 aprile 1998) è un giocatore di football americano statunitense che milita nel ruolo di tight end per i Las Vegas Raiders della National Football League (NFL).

## Carriera universitaria
Okwuegbunam giocò college football all'Università del Missouri dal 2016 al 2019, con i Tigers impegnati nella Southeastern Conference (SEC). Dopo aver passato il primo anno come redshirt, poteva cioè allenarsi con la squadra ma non scendere in campo, nel 2017 giocò tutte le 13 partite disputate dalla squadra, ricevendo 29 passaggi per 415 yard e 11 touchdown, venendo inserito nel freshman team e nel All-SEC Second Team. 
Nel 2018 giocò tutte le partite da titolare, e alla fine della stagione 2019 venne inserito nuovamente nella seconda formazione ideale della Southeastern Conference.
Al termine della stagione 2019 Okwuegbunam decise di rinunciare al suo ultimo anno nel college per entrare tra i professionisti, dichiarandosi per il Draft NFL 2020.

## Carriera professionistica

### Denver Broncos
Okwuegbunam venne scelto nel corso del quarto giro (118º assoluto) del Draft NFL 2020 dai Denver Broncos.
Debuttò da professionista nella gara di settimana 6, la vittoria 18 a 12 contro i New England Patriots, in cui fece due ricezioni per 45 yard. La sua stagione da rookie si chiuse con 11 ricezioni per 121 yard e un touchdown in quattro presenze, nessuna come titolare.
Il 9 ottobre 2021 Okwuegbunam fu spostato in lista riserve/infortunati per un infortunio alla caviglia. Fu riattivato il 30 ottobre successivo. Terminó la stagione 2021 con 14 presenze, sei come titolare, con 33 ricezioni per 330 yard e due touchdown.
Nella stagione 2022 Okwuegbunam giocò in 8 gare mettendo a tabellino 10 ricezioni per 95 yard e un touchdown.

### Philadelphia Eagles
Il 29 agosto 2023 Okwuegbunam fu scambiato con i Philadelphia Eagles, assieme a una scelta del settimo giro del Draft NFL 2025, per una scelta del sesto giro del 2025. Nella stagione 2023 collezionó quattro presenze, tutte da subentrare, senza compiere ricezioni.
Il 23 febbraio 2024 Okwuegbunam firmò un'estensione contrattuale di un anno con gli Eagles. Il 27 agosto 2024 fu spostato in lista riserve/infortunati. Fu svincolato il 5 novembre successivo.

### Indianapolis Colts
Il 17 dicembre 2024 Okwuegbunam firmò per la squadra di allenamento degli Indianapolis Colts. Terminó la stagione 2024 senza mai scendere in campo.
Il 6 gennaio 2025 firmò da riserva/contratto futuro. Il 31 luglio 2025 Okwuegbunam fu svincolato dai Colts.

### Las Vegas Raiders
Il 3 agosto 2025 Okwuegbunam firmò con i Las Vegas Raiders.